# Mürztaler Alpen
Die Mürztaler Alpen, auch Mürzberge, sind eine Gebirgsgruppe der Ostalpen. Sie erstrecken sich nördlich der Mur-Mürz-Furche in der Obersteiermark.

## Zum Begriff der Mürztaler Alpen
Die Bezeichnung ist relativ unüblich, aber besonders in der Landesgeografie der Steiermark verbreitet. In der Landschaftsgliederung der Steiermark bilden sie – jüngst auch unter der Bezeichnung Mürzberge, analog zu den Murbergen – die Region N.9.
Sie werden den Nordalpen zugerechnet, wobei sie die südlichen Vorberge der Steirisch-Niederösterreichischen Kalkalpen bilden, geologisch gehören sie teils zur Grauwackenzone, teils den Zentralalpen.
In der Alpenvereinseinteilung der Ostalpen (AVE) entsprechen sie den südlichen Gruppen der Ennstaler Alpen (16), den Vorlagen der Hochschwab-Gruppe (18), dem Südteil der Mürzsteger Alpen (19) und den Vorbergen der Rax-Schneeberg-Gruppe (20).

## Geografie
Die Mürztaler Alpen erstrecken sich von Sankt Michael in Obersteiermark, an der Einmündung des Liesingtals in das Murtal ostwärts, nördlich der Mur (orographisch links) und der Mürz (rechts), bis zum Semmeringpass. Es ist ein bewaldeter, von mehreren Quertälern gegliederter Bergzug mit Mittelgebirgscharakter, der die östlichsten Massive der Kalkhochalpen südlich begleitet. Höchste Erhebung ist der Thalerkogel mit 1655 m ü. A.

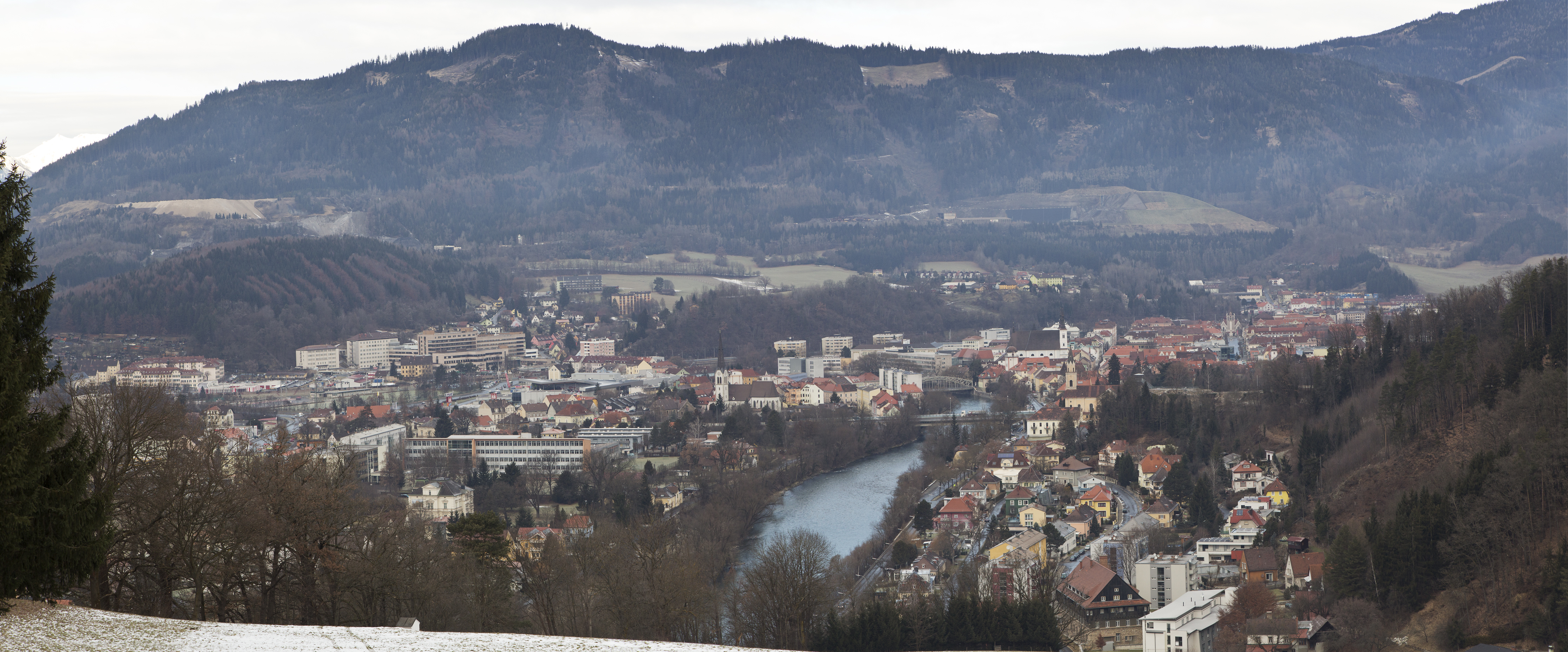
Ostausläufer bei Leoben
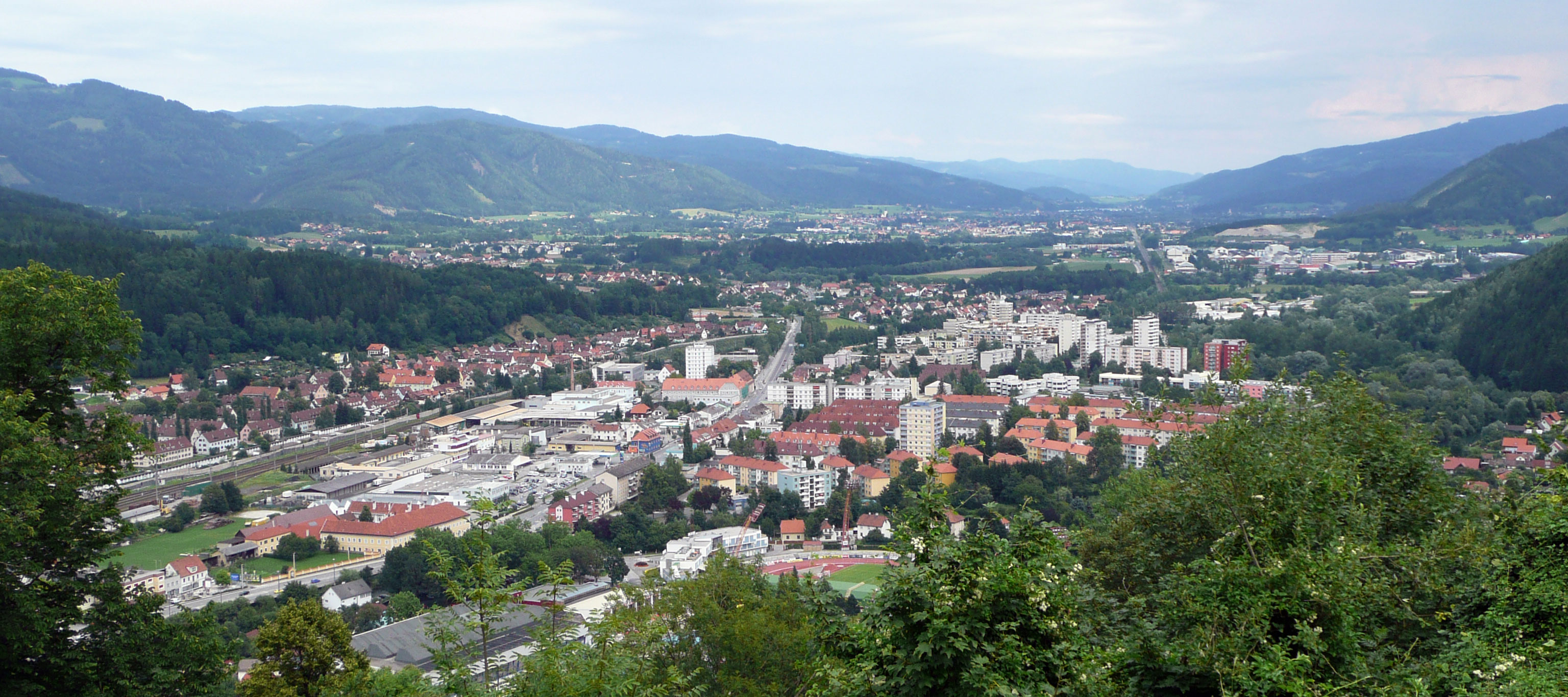
Bei Kapfenberg
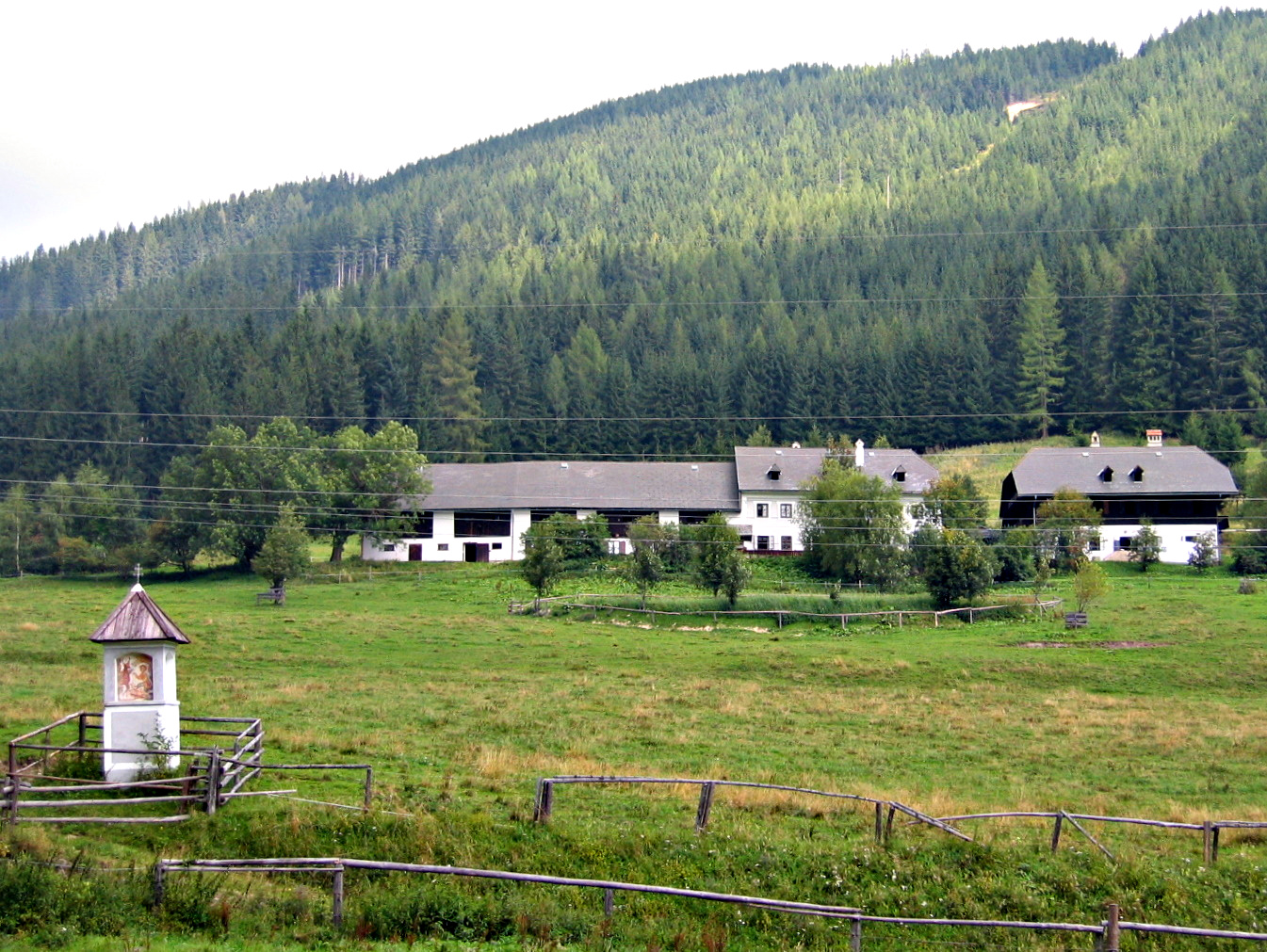
Höhe Rötz bei Hafning

### Umgrenzung und benachbarte Gebirgsgruppen
Die Umgrenzung wird im Süden von der östlichen Mur-Mürz-Furche gebildet, im Norden von der unvollständig entwickelten Längstal- und Beckenflucht Trofaiacher und Aflenzer Becken. Die Grenze verläuft:
- im Süden:
  - die Mur abwärts von Sankt Michael das Obere (Mittlere) Murtal ∗ bis Leoben zur Gleinalpe (R.4), Teil der Lavanttaler Alpen (AVE 46b)
  - die Mur bis Bruck an der Mur (468 m ü. A.) zur Hochalpe (R.4a), Teil der Lavanttaler Alpen
  - die Mürz aufwärts über Kapfenberg (Unteres Mürztal) ∗ bis Mürzzuschlag (Mittleres Mürztal) ∗ – Fröschnitzbach zum Semmeringpass (984 m ü. A.) zu den Fischbacher Alpen (R.7), Teil des Randgebirges östlich der Mur (AVE 47)
- im Osten: Hauptkamm der Semmeringberge (über Tratenkogel 1565 m ü. A.) bis zur Preiner Gscheid (1070 m ü. A.) ∗∗
- im Norden:
  - Raxenbach über Raxen bis Kapellen (703 m ü. A.) zur Rax (N.8c) ∗∗
  - Mürz aufwärts (Oberes Mürztal) bis Lechen (bei Neuberg) zur Schneealpe (N.8c)
  - Arzbach – Nikolauskreuz (1148 m ü. A.) – Großer Massingbach bis Hansbauer (840 m ü. A.) – Veitschegg (1020 m ü. A.) – Schwarzenbach – Kleine Veitsch bis Veitsch (669 m ü. A.) – Große Veitsch (aufwärts) bis Magnesitwerk – Pretalgraben bis Pretalsattel (1068 m ü. A.) – Stübmingbach bis Turnau zur Veitschalpe (N.8b)
  - Stübmingbach bis bei Thörl (um 630 m ü. A.) ∗∗∗ zur Hochschwabgruppe (N.5, i. w. S. AVE 18)
  - Ilgner Bach ∗∗∗ (aufwärts) bis Schweighart – Hubostingbach – Grubeck (ca. 1190 m ü. A.) – Haringbach (Mündung in Oberort bei Tragöß) – Laming bis Pichl-Großdorf (744 m ü. A.) – Hiaslegg (1154 m ü. A.) – Rötzbach abwärts bis Höller (ca. 850 m ü. A.) – Hohe Rötz (1064 m ü. A.) – Vordernberg – Vordernberger Bach abwärts bis Hafning zu den Eisenerzer Alpen (N.4)
  - Trofaiacher Becken ∗∗∗∗ – Seiz im Liesingtal zum Reitingstock (Gößeck, N.4a)
- im Westen: Liesingtal bis St. Michael ∗ zu den Seckauer Tauern (NT.3, AVE 45d)

∗ aus topographischen Gründen nach Steiermärkischer Landschaftgliederung am Talhang, die Talböden sind eigenständige Zonen: T.7, B.6, B.7 respektive T.6
∗∗ nach Steiermärkischer Landschaftgliederung, orographisch etwa Myrtengraben – Heidbach – Auebach aufwärts – zum Preiner Bach auf Niederösterreichischem Gebiet. Nach der Steirischen Gliederung gehört die Rax selbst noch zu den Mürzsteger Alpen (N.8d), nach AVE nicht, dort gehören die Semmeringberge zur Rax-Schneeberg-Gruppe (19)
∗∗∗ von Stübming bis Etmißl am Südrand des Aflenzer Beckens (B.5), den Mitterberg und Schöckel nördlich Thörl einschließend, aber Etmißl selbst aussparend
∗∗∗∗ Präzise von Hafning nach Osten den unteren Rötzgraben querend an den Laintalbach bei Laintal III –  zurück südwest-, dann westwärts über Wolkersdorf – Gmeingrube – St. Peter-Freienstein – Traidersberg – Trabocher See – Veitscherwald – Seiz Dieser Verlauf spart das Trofaiacher Becken mit seinen Kalkzonen aus, insbesondere den Kulm. Orographisch etwa Vordernberger Bach – Talboden des Trofaiacher Beckens – unterer Ploderbach.

### Gliederung
Der Zug ist von mehreren Quertälern durchbrochen:
- vom Liesingtal bis zum unteren Vordernbergertal erhebt sich die kleine Gruppe Tannkogel–Traidersberg–Schillerhöhe, wobei der Tannkogel (Veitscherwald) nochmals durch den Trabocher See ausgeschieden ist
- vom Vordenbergertal bis zum Lamingtal die beiden Gruppen um Kletschachkogel und Thalerkogel
- vom Lamingtal an den unteren Thörlbach die Gruppe des Floning
- vom Thörlbach bis an das Obere Mürztal der Zug Zeberer–Hochegg–Troiseck–Rosskogel (zusammen mit dem Floning selbst als Floningzug bezeichnet)
- von der Mürz östlich das Semmeringgebiet

## Geologie
Die Mürztaler Alpen bestehen im äußersten Westen aus schwach metamorphen Gesteinen der Grauwackenzone. Diese zieht sich keilförmig vom Liesingtal bis Kindberg, wie auch bis Thörl, wobei sich auch Formationen von westlich der Liesing fortsetzten. Die Zone ist für ihre Bodenschätze bekannt, neben dem vorherrschenden Schiefer (Phyllite, Grünstein) finden sich auch alte Kalke (Kalkwerk Leoben), ganz im Süden auch wieder Gneise (Abbau bei St. Michael), Magnesit und Talklagerstätten im Obertal (Magnesitbergwerk Oberdorf). Darin findet sich Inneralpines Jungtertiär. mit Braunkohle im Trofaiacher Becken, im Urgental bei Bruck, bei Parschlug, und auch das Leobner Tertiär mit dem Leobener Glanzkohleabbau (Seegraben, Tollinggraben, bis 1964),
Im Zentrum besteht sie aus höhermetamorphem zentralalpinem Kristallin, Paragneis an der Nordabdachung, Augengneis an der Südflanke, dazwischen eine Ader Kapellener Schiefer.
Gegen Osten wird die Tektonik wieder komplex, hier treten Glimmerschiefer auf, die zur Hüllschieferserie gehören, Semmeringquarzit, Alpiner Verruciano, und dann die karbonatischen Gesteine des Semmeringmesozoikums.